# Elke Sehmisch
Elke Sehmisch (* 4. Mai 1955 in Leipzig) ist eine ehemalige deutsche Schwimmerin, die für die DDR startete.

## Werdegang
Ihren ersten internationalen Titel erreichte sie bei den Europameisterschaften 1970 in Barcelona, als sie sowohl über in 400 Meter Freistil in neuer Europarekordzeit, als auch mit der 4 × 100 Meter Freistilstaffel in neuer Weltrekordzeit die Goldmedaille gewann. Bei den Olympischen Spielen 1972 in München reichte es trotz neuem Europarekord mit der 4 × 100 Meter Freistilstaffel zur Silbermedaille, obwohl sie im Vorlauf einen Weltrekord aufgestellt hatte. 1971 in Bratislava und 1973 in Utrecht konnte sie mit der Frauennationalmannschaft den Europapokal gewinnen.
1970 und 1972 erhielt sie für ihre sportlichen Leistungen jeweils den Vaterländischen Verdienstorden in Bronze.

### Rücktritt
Nach den ersten Weltmeisterschaften 1973 in Belgrad, wo sie zwei sechste Plätze über 200 und 400 Meter Freistil belegte, beendete sie ihre Laufbahn. Dann folgte ein Psychologiestudium. Bis zu ihrer Pensionierung im Jahre 2023 arbeitete sie als niedergelassene Psychotherapeutin in Leipzig. Sie hat zwei Töchter.